# Miguel de Lardizábal y Uribe
Miguel de Lardizábal y Uribe (Tepetitla de Lardizábal, Puebla, Nova Espanya, 1744 - Bilbao, Biscaia, 1823) fou un estadista novohispà.

## Biografia
Va néixer en 1744 a la hisenda de San Juan del Molino al municipi de Tepetitla de Lardizábal, a la intendència de Puebla, Regne de Mèxic. D'origen basc, la seva família procedia de Segura (Guipúscoa), va estudiar retòrica i filosofia en el seminari palafoxiano de Puebla. Juntament amb el seu germà Manuel va viatjar a Espanya en 1761, on va fer estudis de geologia i història. Pels seus grans coneixements va ingressar en la Reial Acadèmia de Geografia i Història de Valladolid. Més tard va obtenir una plaça al Consell Suprem d'Índies.
Bandejat al País Basc en 1791, va ser nomenat director del Seminari de Nobles de Bergara, a Guipúscoa. Durant la Guerra del francès va representar a les províncies d'ultramar al Consell de Regència en substitució de l'escollit Esteban Fernández de León qui va ser destituït amb el pretext que no havia nascut a Amèrica. Lardizábal va estar present en l'obertura de les Corts de Cadis on seria un fidel defensor dels drets de Ferran VII, que es trobava segrestat a França per Napoleó.
Després de la tornada de Ferran VII i la restauració absolutista, el monarca va nomenar Lardizábal Ministre Universal d'Índies en 1814, càrrec des del qual va frenar les reformes liberals de les Corts i va tractar de parar les aspiracions independentistes dels criolls en els virregnats d'Amèrica. En suprimir-se el Consell d'Índies, va passar a Madrid com a conseller d'Estat. En 1815 va perdre el favor del rei qui l'empresonaria en el castell de Pamplona. Posteriorment, en llibertat, va ser novament director del Seminari de Nobles de Bergara. Va ser l'únic novohispà pintat per Francisco de Goya y Lucientes, en 1815.
Va morir a Bilbao, Biscaia, en 1823.

## Obra[2]
- Apología por los Agotes de Navarra y los Chuetas de Mallorca (Madrid, 1786)
- Apología del método de estudios del Seminario de Vergara (Vitoria-Gasteiz, 1806).
- Aviso importante y urgente a la nación española, relativo a Cortes (La Coruña, 1811).
- Manifiesto que hace a los habitantes de las Indias, sobe el estado de cosas de aquellas provincias (Madrid, 1814).